# Арамайо
Арамайо, Арамайона (баск. Aramaio (офіційна назва), ісп. Aramayona) — муніципалітет в Іспанії, у складі автономної спільноти Країна Басків, у провінції Алава. Населення — 1499 осіб (2009).
Муніципалітет розташований на відстані близько 310 км на північ від Мадрида, 24 км на північ від Віторії.
На території муніципалітету розташовані такі населені пункти: Арешола, Аскоага, Барахуен, Ечагуен, Ганцага, Ібарра (адміністративний центр), Унцилья, Урібаррі, Олета.

## Демографія
Динаміка населення (INE ):

## Галерея зображень

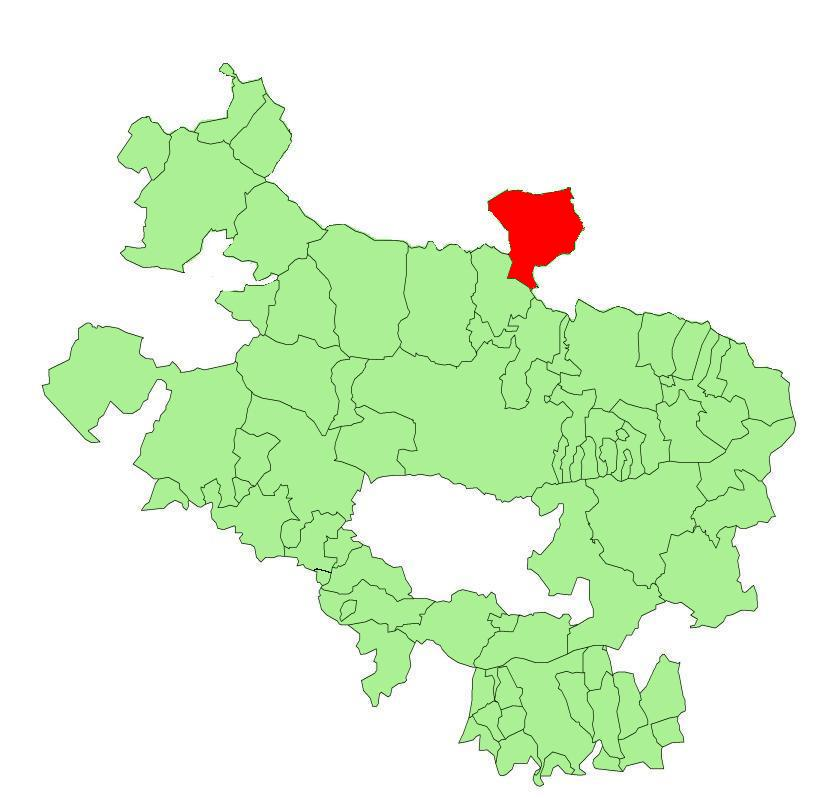
Розташування муніципалітету
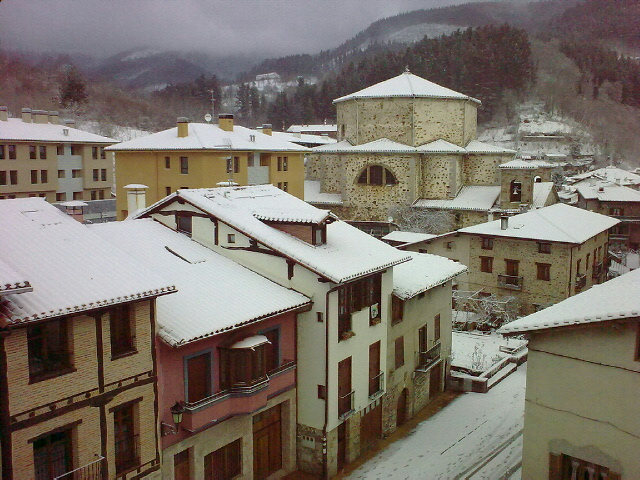
Ібарра